# Jeff Kaplan

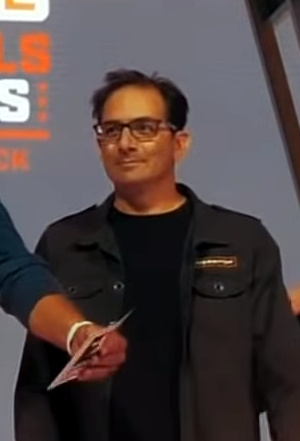
Jeff Kaplan, 2019

Jeffrey Russell Wilson „Jeff“ Kaplan (geboren am 4. November 1972) ist ein US-amerikanischer Spieleentwickler und war bis April 2021 als Vizepräsident bei Blizzard Entertainment tätig. Bekannt wurde er als Designer beim Computerspiel World of Warcraft und als Game Director bei Overwatch.

## Frühes Leben
Kaplan war bereits während der High School ein begeisterter Spieler, vor allem angezogen wurde er von Adventurespielen des Videospieleentwicklers Infocom. Durch mangelnde Programmiererfahrung sah er seine Zukunft jedoch nicht in der Computerspieleindustrie. Zunächst strebte Kaplan einen Abschluss im Filmbereich an, entschied sich dann aber für einen Abschluss im Kreativen Schreiben an der University of South Carolina. Nachdem er als Praktikant für Universal Pictures gearbeitet hatte, entschied er sich, einen Schulabschluss an der New York University abzulegen. Nebenbei arbeitete er im Rekrutierungsgeschäft seines Vaters und versuchte seine eigenen Geschichten zu veröffentlichen. Dabei scheiterte er jedoch mehrere Jahre, allein in einem Jahr wurden 170 seiner Anträge abgelehnt. Im Jahr 2000 hörte er mit dem kreativen Schreiben auf, investierte seine Zeit in Videospiele und begann, mit den Bearbeitungsprogrammen (Map-Editor o. ä.) bei Spielen wie Duke Nukem 3D und Half-Life herumzuspielen.

## Karriere
Kaplan begann das MMO Everquest zu spielen. Unter seinem Online-Namen Tigole, trat er der Gilde Legacy of Steel bei. Durch seine dortigen Errungenschaften und dem Veröffentlichen von Kommentaren über das Spiel auf der Gildenwebseite machte er sich einen Namen. Er diskutierte dort auch über seine Versuche, eigene Karten zu erstellen, was die Aufmerksamkeit des Gildenanführers, Robert Pardo, erweckte, der in dieser Zeit leitender Gamedesigner bei Blizzard Entertainment für Warcraft III: Reign of Chaos war. Kaplan wusste damals, dass einige der Gildenmitglieder bei Blizzard arbeiten, jedoch erkannte er zu diesem Zeitpunkt noch nicht die Bedeutung des Unternehmens für die Spieleindustrie.
Im Jahr 2001 lud Pardo Kaplan ein, den Firmensitz von Blizzard Entertainment in Los Angeles zu besuchen. Während des Besuchs wurden ihm die anderen Gildenmitglieder, die bei Blizzard tätig waren, vorgestellt, die ihm wiederum das noch nicht angekündigte MMORPG World of Warcraft präsentierten. Danach gab es über mehrere Monate ähnliche Treffen. Als World of Warcraft schließlich angekündigt wurde, empfahl Pardo Kaplan, sich als Quest Designer für World of Warcraft zu bewerben. Kaplan merkte schnell, dass die Jobbeschreibung zu seiner Erfahrung passte und dass seine bisherigen Besuche bei Blizzard wie inoffizielle Vorstellungsgespräche waren. So entschied er sich für eine Bewerbung und wurde im Mai 2002 angestellt.
Kaplans Arbeit bei Blizzard half die Qualität beim Spiel Warcraft III: Reign of Chaos, nur wenige Wochen bevor es veröffentlicht wurde, zu garantieren. Nachdem das Spiel veröffentlicht worden war, trat er dem Team hinter World of Warcraft bei und wurde mit Pat Nagle zu einem der zwei Questdesigner. Er arbeitete sehr eng mit dem Game Creative Director, Chris Metzen, zusammen. Kaplans Arbeit spezialisierte sich neben dem Questdesign auf die Elemente der Umgebung in der virtuellen Spielwelt. Er beschrieb sich als die Brücke zwischen Metzens kreativen Elementen und der Programmierer und Künstler des Level-Design-Teams.
Nach langer Zeit wurde Kaplan mit Tom Chilton und J. Allen Brack zum Game Director für World of Warcraft befördert.
Im Februar 2009 verkündete Kaplan, dass er seine Funktion als Game Director von World of Warcraft aufgeben werde, um Game Director des noch nicht angekündigten MMO Titan zu werden. Kaplan traf diese Entscheidung, da er hoffte, dass Titan so erfolgreich wie World of Warcraft werde und da er anfing an der anhaltenden Beliebtheit von World of Warcraft zu zweifeln. Titan war ein klassenbasierter Ego-Shooter, der intern sehr instabil und unstrukturiert entwickelt wurde. Laut Kaplan war Titan letztlich sehr verwirrend und durcheinander, und so wurde die Entwicklung im September 2014 offiziell abgebrochen, intern jedoch bereits 2013.
Alle Projektmitglieder von Titan, abgesehen von 40 Mitarbeitern, wurden anderen Projekten zugeteilt. Unter diesen 40 befanden sich Kaplan und Metzen, die von der Unternehmensleitung angewiesen wurden, Vorschläge für ein neues Spiel zu entwickeln, andererseits würden sie anderen Projekten zugeteilt. Kaplan, Metzen und ihr Team übernahmen Teile des Gameplays und der kreativen Elemente von Titan für den Ego-Shooter Overwatch. Nachdem es von den Unternehmensleitungen Blizzards und Activision angenommen wurde, ernannte man Kaplan zum leitenden Game-Director und Metzen zum Game-Creative-Director. Das Spiel wurde kurz nach seiner Veröffentlichung bereits ein großer Erfolg für Blizzard, allein im ersten Jahr brachte es dem Unternehmen mehr als eine Milliarde US-Dollar ein, und unterhielt mehr als 30 Millionen Spieler weltweit. Kaplan nahm sich ein Beispiel an dem leitenden Game-Director für Hearthstone, Ben Brode, und wurde so zu Blizzards „Gesicht“ für Overwatch. So postet er regelmäßig in den offiziellen Overwatch-Foren und veröffentlicht sogenannte Developer-Updates, Videos über den aktuellen Stand der Entwicklung und Informationen zur Zukunft des Spieles.
Im April 2021 gab Kaplan bekannt, als Vizepräsident von Blizzard Entertainment und als Game-Director von Overwatch zurückzutreten. Die Rolle des Game-Director's übernahm Aaron Keller.

## Spiele
| Produktionsjahr | Titel des Spiels                          | Funktion im Projekt                  |
| --------------- | ----------------------------------------- | ------------------------------------ |
| 2002            | Warcraft III: Reign of Chaos              | Designer                             |
| 2004            | World of Warcraft                         | Game Director und Designer           |
| 2007            | World of Warcraft: The Burning Crusade    | Designer                             |
| 2008            | World of Warcraft: Wrath of the Lich King | Designer                             |
| 2013            | Titan (Entwicklung abgebrochen)           | Designer                             |
| 2016            | Overwatch                                 | Game Director und Leitender Designer |